# Stierstadt
Stierstadt ist einer von vier Stadtteilen der Stadt Oberursel (Taunus) im Hochtaunuskreis in Hessen. Stierstadt befindet sich südlich der Oberurseler Kernstadt.

## Geschichte
Stierstadt wurde am 26. April 791 im Lorscher Codex erstmals urkundlich erwähnt. Die Urkunde bestätigt die Schenkung eines Mannes namens Suicger über 15 Hektar (60 Morgen) Land, einen Knecht und zwei Hofstätten in den Dörfern „Steorstat“ und „Ursella“ an das Kloster Lorsch.
1860 erfolgt der Anschluss an die Homburger Bahn, die heutige S-Bahnlinie 5 (S5). 1892 wird die erste Fabrik im Ort gegründet: die Frankfurter Broncefarben- und Blattmetallfabrik in der ehemaligen Neumühle. Während des Zweiten Weltkriegs soll sie als Munitionsfabrik gedient haben. 1947–1990 beherbergt das Anwesen die Glashütte Hessenglaswerke GmbH, eine Gründung sudetendeutscher Flüchtlinge.
In den Jahren vor dem Ersten Weltkrieg wurde mit dem Bau des Wassernetzes begonnen. Gemeinsam mit Weißkirchen wurde im Borngrund eine Wasseranlage erbaut. Seit dem 16. Juli 1966 erfolgte die Wasserversorgung über den Wasserbeschaffungsverband Vordertaunus. 1952 wurde die Gemeinde an das Gasnetz angeschlossen.
Die Struktur und Größe der Gemeinde änderte sich in den Jahren nach dem Zweiten Weltkrieg rasch. 1935 war Stierstadt ein bäuerlich geprägtes Dorf mit 1.355 Einwohnern. 1968 war daraus ein Wohnort für Pendler nach Frankfurt geworden und Stierstadt zählte über 3.500 Einwohner.
Am 1. April 1972 erfolgt die Eingemeindung nach Oberursel infolge der hessischen Gemeindegebietsreform.
Der letzte Bürgermeister der selbstständigen Gemeinde Stierstadt war Heinrich Geibel (SPD) (1918–2002), der nach der Fusion Leiter des gemeinsamen Standesamtes wurde.

### Territorialgeschichte und Verwaltung
Die folgende Liste zeigt die Territorien bzw. Verwaltungseinheiten denen Stierstadt unterstand im Überblick:
- vor 1803: Heiliges Römisches Reich, Kurfürstentum Mainz, Oberamt Höchst und Königstein, Amtsvogtei Oberursel
- ab 1803: Heiliges Römisches Reich, Fürstentum Nassau-Usingen  (durch Reichsdeputationshauptschluss), Oberamt Höchst und Königstein, Amt Oberursel
- ab 1806: Rheinbund, Herzogtum Nassau, Amt Königstein
- ab 1816: Deutscher Bund, Herzogtum Nassau, Amt Königstein
- ab 1849: Deutscher Bund, Herzogtum Nassau, Kreisamt Höchst
- ab 1854: Deutscher Bund, Herzogtum Nassau, Amt Königstein
- ab 1867: Norddeutscher Bund, Königreich Preußen, Provinz Hessen-Nassau, Obertaunuskreis
- ab 1871: Deutsches Reich, Königreich Preußen, Provinz Hessen-Nassau, Obertaunuskreis
- ab 1919: Deutsches Reich, Hilfskreis Königstein in der französischen Besatzungszone
- ab 1928: Deutsches Reich, Freistaat Preußen, Provinz Hessen-Nassau, Obertaunuskreis
- ab 1944: Deutsches Reich, Freistaat Preußen, Provinz Nassau, Obertaunuskreis
- ab 1945: Amerikanische Besatzungszone, Groß-Hessen, Regierungsbezirk Darmstadt, Obertaunuskreis
- ab 1949: Bundesrepublik Deutschland, Land Hessen, Regierungsbezirk Darmstadt, Obertaunuskreis
- am  1. April 1972 wurde Stierstadt als Stadtteil nach Oberursel eingegliedert.
- ab  1972 Bundesrepublik Deutschland, Land Hessen, Regierungsbezirk Darmstadt, Hochtaunuskreis

## Religionen
- 1348: Bau der St. Sebastianskapelle.
- 1918: Gründung einer eigenen katholischen Pfarrei.
- 1955: Gründung der Evangelischen Kirchengemeinde Stierstadt Weißkirchen am 1. Oktober 1955

In der Zeit von 1959 bis 1966 leitete der Steinbacher evangelische Pfarrer Martin Knolle noch zusätzlich die Filialgemeinde in Stierstadt/Weißkirchen – heute „Versöhnungsgemeinde“. Dort waren in den reinkatholischen Gemeinden sehr viele evangelische Neubürger zu gezogen. Umgekehrt betreute die katholische Gemeinde St. Sebastian Stierstadt die Katholiken in Steinbach.

## Städtepartnerschaft
Im Dezember 1971 schloss die ehemals selbstständige Gemeinde Stierstadt eine Städtepartnerschaft mit der ehemals selbstständigen niederländischen Gemeinde Ursem. Das heutige Dorf Ursem war seit dem Jahr 1979 Teil der Gemeinde Wester-Koggenland und ist seit dem 1. Januar 2007 Teil der Gemeinde Koggenland in der Region Westfriesland in der niederländischen Provinz Nordholland.
Am 11. Dezember 1971 wurde in Stierstadt und am 13. Mai 1972 in Ursem die offizielle Partnerschaft mit Unterzeichnung entsprechender Urkunden besiegelt.
Beim Festakt im Saal der Gaststätte „Waldlust“ in Stierstadt überreichte Ursems Bürgermeister de Nijs seinem „lieben Kollegen“ Heinrich Geibel 2.000 holländische Tulpenzwiebeln, von jedem Ursemer eine. Das Ereignis wurde eingebettet in ein zweitägiges Fest, bei dem ganz Stierstadt auf den Beinen war. Eine geschickte Durchführung der Feierlichkeiten verknüpfte die Partnerschaftsfeier mit der für die Gemeinde bedeutsamen Grundsteinlegung für das neue Feuerwehrhaus und der damals gewaltigen Summe von einer halben Million Mark.
Bei der Verschwisterungsfeier am 13. Mai 1972 in Ursem überreichte Bürgermeister Geibel im Namen der Gemeinde Stierstadt einen hölzernen Laufbrunnen und eine Holzsitzbank. Zur Aufrechterhaltung der beschlossenen Partnerschaft wurde festgelegt, dass mindestens einmal im Jahr wechselweise ein Austausch in beiden Gemeinden stattfinden soll. Die Teilnehmerzahl sollte ca. 50 Personen betragen und sich aus Vereinsmitgliedern, Interessenten aus der Bevölkerung und Gastgebern zusammensetzen.
Der wechselweise Austausch findet bereits seit 1970 regelmäßig jährlich statt.
Neben dem jeweils offiziellen Austausch finden weitere Besuche in den Partnerstädten statt. Viele der Besuche haben nicht den offiziellen Charakter des Austausches, vielmehr werden kurzfristig kleinere private Besuche abgestattet. Dies geschieht z. B. in Ursem am Pfingst-Wochenende oder zur Kerb in Stierstadt am zweiten Juli-Wochenende oder einfach um eine private Festivität oder ein Vereinsjubiläum gemeinsam zu begehen.
Traditionell ist auch der Besuch am 2. Advent zum Stierstädter Adventsmarkt. Hier kommen die Mitglieder der Kommission Stierstadt aus Ursem um gemeinsam mit dem Hollandausschuss einen Stand zu betreiben. Dort werden Informationen zur Partnerschaft zur Verfügung gestellt, wie typische niederländische Spezialitäten: insbesondere Käse, Matjes, Jenever und Bitterballen. Neben den Kommissionsmitgliedern nehmen unterstützen auch Privatpersonen aus Ursem den Stand am Stierstädter Adventsmarkt.

## Kultur und Sehenswürdigkeiten

### Bauwerke

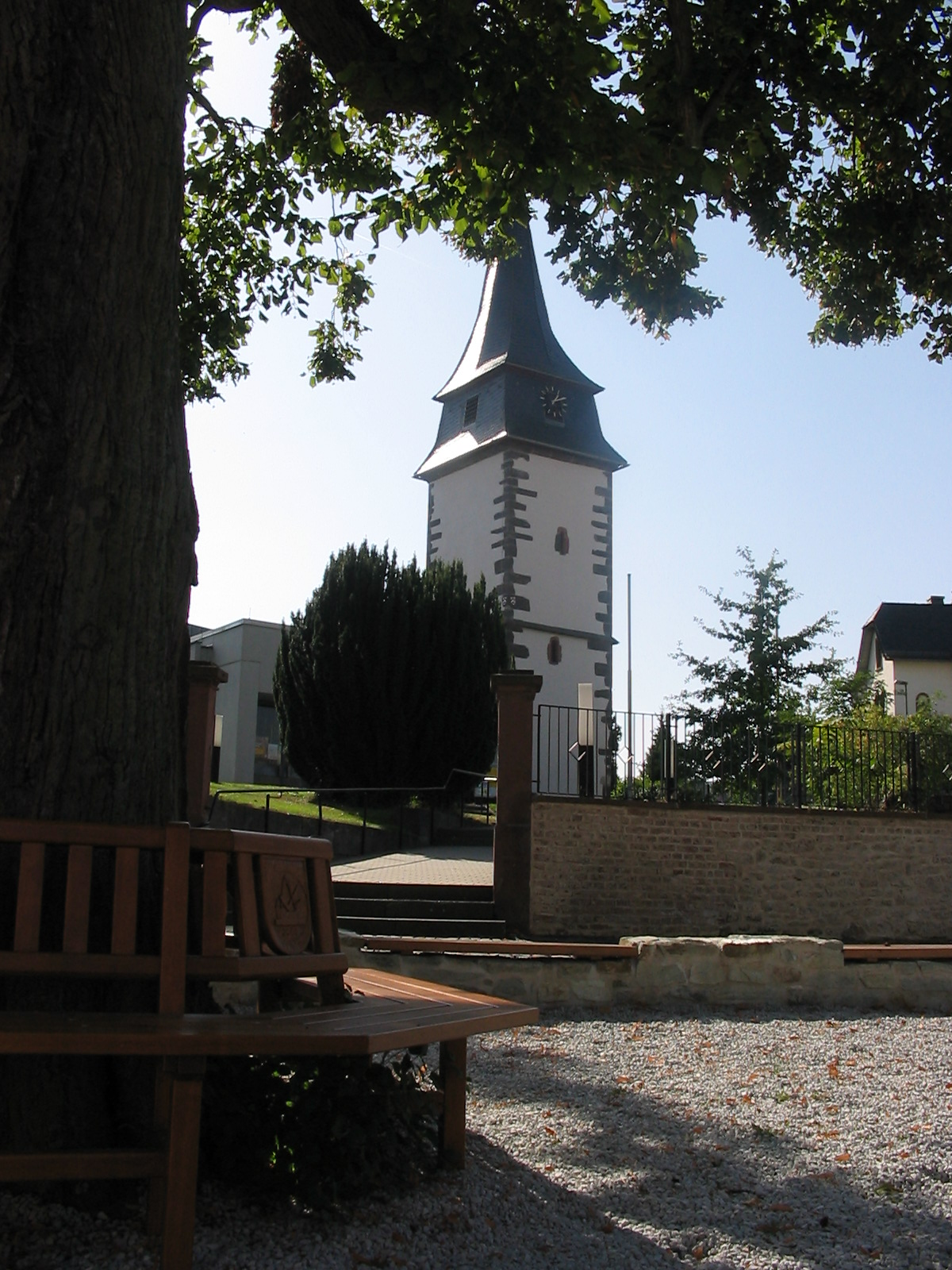
Katholische Kirche St. Sebastian, von der Dorflinde aus gesehen

#### Katholische Kirche St. Sebastian
Stierstadt liegt auf altem Kulturboden. Das bezeugt ein Urnenfund (1956) mit Knochenasche aus der Hallstattzeit (um 800 v. Chr.) und eine Römerstraße zum Kastell „Kleiner Feldberg“.
Beurkundet ist eine Schenkung an das Kloster Lorsch vom 26. April 791. 1972 wird der Ort zu Oberursel eingemeindet.
Bevor 1348 eine St. Sebastian-Kapelle mit Turm erbaut wurde, gingen die Stierstädter nach Oberursel zur Messe. Am 1. Juli 1898 wurde eine Pfarrvikarie eingerichtet. Ab 1918 ist St. Sebastian eine eigene Pfarrei.
Auf den Grundmauern der Kapelle von 1348 wurde 1670 „ein Kirchlein“ errichtet, das 1933 zwei Seitenschiffe erhielt. Nach Plänen von Bernhard Weber (Sohn des bedeutenden Frankfurter Kirchenbaumeisters Martin Weber) entstand ab April 1969 neben dem denkmalgeschützten Turm eine neue Kirche, die am 4. Juli 1971 eingeweiht wurde. Sie bietet ca. 500 Gläubigen Platz. Um den von Taufbecken und Osterkerze, Ambo und Tabernakel diagonal flankierten Altar (aus Basaltlavastein) versammelt sich die Gemeinde zum Gottesdienst. Das Besonderer der Kirche ist ein expressionistisches Raumgefüge, das in der lichttechnisch und baulichen Überhöhung des Altars mündet, der als gestaltender Mittelpunkt den T-förmigen Kirchenraum bestimmt.
Die Ziegelsteine der Wände und des Fußbodens, das helle Fichtenholz der Bänke und der Deckenverkleidung und die ornamentale Farbverglasung des großen Ostfensters ergeben einen hellen, farbigen Innenraum.
Der Kirchenraum ist geschmückt durch einen in Lehm gravierten und als Fries in die Innenwände eingefügten Kreuzweg, ein filigranes Altarkreuz, eine Mariakönigin mit Kind und eine spätgotische Kreuzigungsgruppe in der Seitenkapelle. Neben diesen Figuren wurden aus der alten Kirche vier Statuen übernommen, die in der Eingangshalle aufgestellt sind: die hl. Ursula, der hl. Sebastian (vermutlich aus der Riemenschneiderschule), die hl. Barbara und die hl. Maria. Ebenfalls übernommen wurden zwei Fenster in Glasmalerei (Guter Hirt, Maria Magdalena), der alte Taufstein als Altarstein, ein Vierzehnheiligen-Schrein und Glasmalereien (St. Sebastian und Johannes d. Täufer). Im Turm mit einem Rundfenster (Hl. Dreifaltigkeit) hängen drei Bronze-Glocken: Sebastiansglocke (1953, 824 kg, fis’), Marienglocke (1776, 293 kg, h’), Josefsglocke (1953, 192 kg, d’’).
Im Schatten der alten Dorflinde findet sich auf dem Kirchhof ein Kriegerdenkmal von 1871, eine 1958 von heimgekehrten Soldaten erbaute Grotte mit holzgeschnitzter Marienstatue, das Sandsteinkreuz des alten Friedhofs und ein begehbares Labyrinth zur Erinnerung an den Weltjugendtag 2005.

#### „Schloss Sanssouris“
Das „Schloss“ ist eine kleine Fachwerkscheune am Stierstädter Bahndamm in der ein 1949 gegründeter Verlag beheimatet war. Scherzhaft wurde das Gebäude „Schloss Sanssouris“ (übersetzt: „ohne Mäuse“) genannt, was durchaus auch zweideutig zu verstehen ist und eine Anspielung auf die miserable finanzielle Situation des „Schlossherrn“ war.

### Naturdenkmale

#### Dorflinde Stierstadt
Ortsbildprägend in der Dorfmitte steht auf einem freien Platz vor der Kirche die frei zugängliche Dorflinde. Die als Naturdenkmal ausgewiesene Sommerlinde ist auffallend hochgewachsen und zeigt eine ausgeprägte Stamm-Fußpartie. Sie ist von einer umlaufenden Bank umsäumt. Der Baum soll während, oder zum Ende des Dreißigjährigen Krieges gepflanzt worden sein und hat ein geschätztes Alter von ca. 350 Jahren.

### Naturräume

#### Stierstädter Heide
Die Stierstädter Heide ist eine Fläche, die aufgrund der menschlichen Bewirtschaftung zur Heide geworden ist. Durch landschaftpflegerische Maßnahmen wird der Heidecharakter erhalten. Als Oberurseler Stadtwald und Stierstädter Heide steht die Fläche als FFH-Gebiet Nr. 5717-304 unter Schutz.

### Regelmäßige Veranstaltungen
- Am letzten Samstag im April veranstaltet das Blasorchester des TV 1891-Stierstadt e. V. sein Jahreskonzert in der Vereinsturnhalle des TV-Stierstadt. Die Freiwillige Feuerwehr Stierstadt lädt am Pfingstwochenende zu ihrem Tag der Offenen Tür ein, welcher sich als jährliche Tradition in der Stadt entwickelt hat und dadurch zur festen kulturellen Veranstaltung von Stierstadt wurde.

- Am ersten Samstag im Juli veranstalten die beiden Gruppen „Tauernfreunde“ und „Die Schnuddler“, unter der Leitung von Willi Seidenthal, den Stierstädter Grenzgang. Der seit dem Jahr 2002 jährlich durchgeführte Grenzgang ist eine beliebte Veranstaltung und führt die Teilnehmer auf eine Strecke von etwa 15 Kilometern entlang der Grenze der Vordertaunusgemeinde hoch in den Taunus und entlang der Nachbarstädte und Gemeinden Steinbach, Kronberg-Oberhöchstadt, Bommersheim und Weißkirchen.

- Die Stierstädter Kerb findet am zweiten Wochenende im Juli auf dem Festplatz an der Platanenstraße statt, mit dem Frühschoppen als Höhepunkt am Kerbemontag, der weit über die Ortsgrenzen hinaus bekannt ist.

- Am zweiten Adventswochenende findet seit einigen Jahren Samstag und Sonntag der Stierstädter Weihnachtsmarkt statt. Seit 2005 ist er im alten Ortskern in der Gartenstraße zu finden. In den früheren Jahren waren die Stände im unteren Teil der Taunusstraße (Stierstadter Hauptstraße) aufgestellt worden.

### Sport
Die 1. Mannschaft des FV Stierstadt (Fußball), der im Jahr 2010 sein 75-jähriges Vereinsjubiläum feierte, spielt in der Saison 2021/2022 in der Gruppenliga Frankfurt-West (7. Liga). Der Verein engagiert sich auch in der Jugendarbeit.
Die 1. Mannschaft der Tischtennisabteilung des TV Stierstadts ist in der Saison 2018/2019 in der Bezirksliga vertreten. Die 2. und 3. Herrenmannschaft kämpft in der Bezirksklasse um Punkte, die 4. Mannschaft in der 1. Kreisklasse, während die 5. Mannschaft in der 2. Kreisklasse an den Tisch geht.
Der Radsport Verein Fahrwohl ist in Stierstadt seit 1907 aktiv.
Dieser Verein ist aus zwei in Stierstadt gegründeten Vereinen hervorgegangen. Das jährlich, seit 1981 stattfindenden Volksradfahren erfreut sich sehr großer Beliebtheit. Fahrwohl bietet folgende Bereiche: Kunstradfahren, Radtreff, Radtourenfahren, Radwandern und ermöglicht auch das Sportabzeichen.

## Bildung
In Stierstadt befinden sich die Grundschule Stierstadt und die  Integrierte Gesamtschule Stierstadt (IGS). Die IGS geht auf die Verbandsschule Vordertaunus zurück, deren 1. Bauabschnitt 1963 begonnen und im April 1965 eingeweiht wurde. Ab dem Schuljahr 2018/19 wurde an der integrierten Gesamtschule eine Gymnasiale Oberstufe eingerichtet.

## Persönlichkeiten
- Leonhard Mertz (um 1430–um 1498), Franziskaner und Orgelbauer
- Aloys Henninger (1814–1862), nassauischer Dichter und Schriftsteller